# Шосе E 11
E 11 (араб. شارع ﺇ ١١ ) - шосе в Об’єднаних Арабських Еміратах (ОАЕ). Найдовша дорога в Еміратах, вона простягається від Аль-Сіла в еміраті Абу-Дабі і закінчується еміратом Рас-ель-Хайма, проходить приблизно паралельно узбережжю ОАЕ вздовж Перської затоки.

## Шосе
Шосе E 11 з'єднує два найбільші міста Об'єднаних Арабських Еміратів - Дубай та Абу-Дабі. Проект E 11 був запропонований шейху Заїду бін Султану Аль-Нахаяну шейхами Абу-Дабі та Дубаю. У 1971 році проект було затверджено та розпочато будівництво доріг, завершене у 1980 році. Він починається в Абу-Дабі біля мосту Макта і приймає назву Шосе Шейха Заїда, коли доходить до Дубая.